# Cona' Mheall
Cona' Mheall är ett berg i Storbritannien.   Det ligger i kommunen Highland och riksdelen Skottland, i den norra delen av landet, 800 km norr om huvudstaden London. Toppen på Cona' Mheall är 978 meter över havet, eller 164 meter över den omgivande terrängen. Bredden vid basen är 1,3 km.
Terrängen runt Cona' Mheall är huvudsakligen kuperad. Trakten runt Cona' Mheall är nära nog obefolkad, med mindre än två invånare per kvadratkilometer. Närmaste större samhälle är Ullapool, 19,3 km nordväst om Cona' Mheall. Trakten runt Cona' Mheall består i huvudsak av gräsmarker.